# کارن جوی فاولر
کارن جوی فاولر (انگلیسی: Karen Joy Fowler؛ ۷ فوریهٔ ۱۹۵۰ – ) یک رمان‌نویس اهل ایالات متحده آمریکا بود. آثار او بیشتر در گونه علمی–تخیلی و خیال‌پردازی تقسیم‌بندی می‌شوند و محوریت آنها وقایع قرن نوزدهم، زندگی زنان و ازخودبیگانگی است. وی برنده جوایزی همچون جایزه نبولا شده است.

## زندگی
کارن جوی فاولر در ۷ فوریهٔ ۱۹۵۰ در بلومینگتون، ایندیانا به دنیا آمد. او ۱۱ سال ابتدایی زندگیش را در آنجا بود و سپس به همراه خانواده به کالیفرنیا نقل مکان کرد. در دانشگاه برکلی در رشته علوم سیاسی تحصیل کرد و پس از اخذ کارشناسی‌ارشد با توجه به این‌که صاحب فرزند شده بود مدت ۷ سال از فرزندش نگهداری کرد. پس از این که نتوانست رشته رقص را پیگیری کند به‌طور کامل به نوشتن پرداخت. او علاوه بر دریافت جایزه نبولا در سالهای ۲۰۰۴ و ۲۰۰۸ در سال ۲۰۱۴ برنده جایزه پن/فاکنر برای داستان شده و نامزد جایزه ادبی بوکر نیز بوده است.

### رمان
- سارا کاناری (۱۹۹۱)
- خواهر نون (۲۰۰۱)
- باشگاه کتابخوانی جین آستین[۲] (۲۰۰۴) این کتاب در ایران به همین نام و با ترجمه ی ثنا نصاری توسط نشر نیماژ منتشر شده است.
- هوای خودمان را کاملاً داریم (۲۰۱۴) این کتاب در ایران با نام "ژتون قرمز من"[۳] و با ترجمه ی ثنا نصاری توسط نشر نیماژ منتشر شده است.

### مجموعه داستان کوتاه
- چیزهای مصنوعی (۱۹۸۶)
- نمای جانبی (۱۹۹۰)
- نامه‌هایی از خانه (۱۹۹۱)
- شیشه سیاه (۱۹۹۹)
- آنچه که من ندیدم (۲۰۱۰)